# Musée d'Art de San Diego
Ne doit pas être confondu avec Musée d'Art contemporain de San Diego.
Le musée d'Art de San Diego (anglais : San Diego Museum of Art) est un musée d'art situé dans le parc Balboa, à San Diego, Californie.

## Œuvres

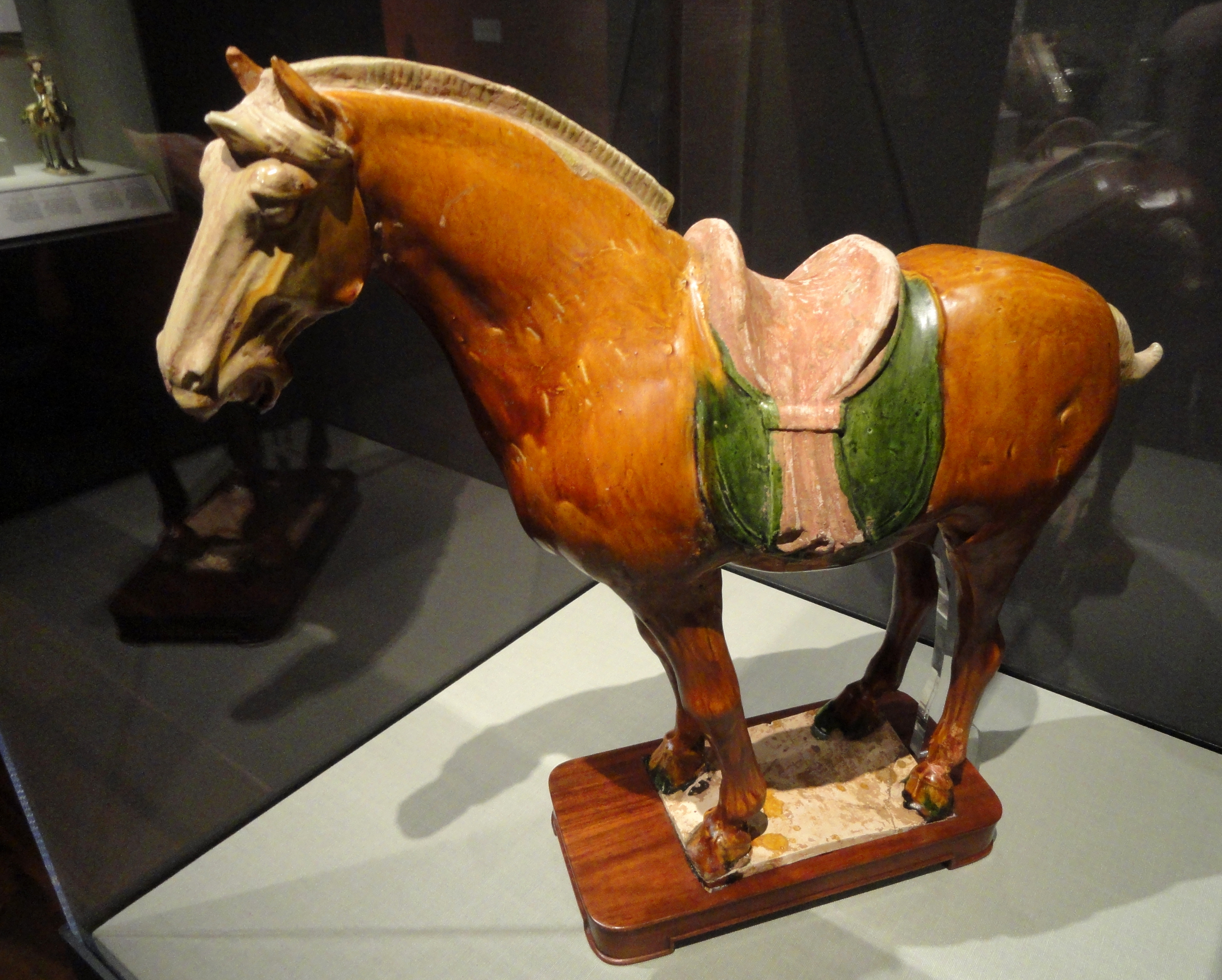
Cheval de la dynastie Tang en Sancai, fin du VIIe au début du VIIIe siècle après J.-C
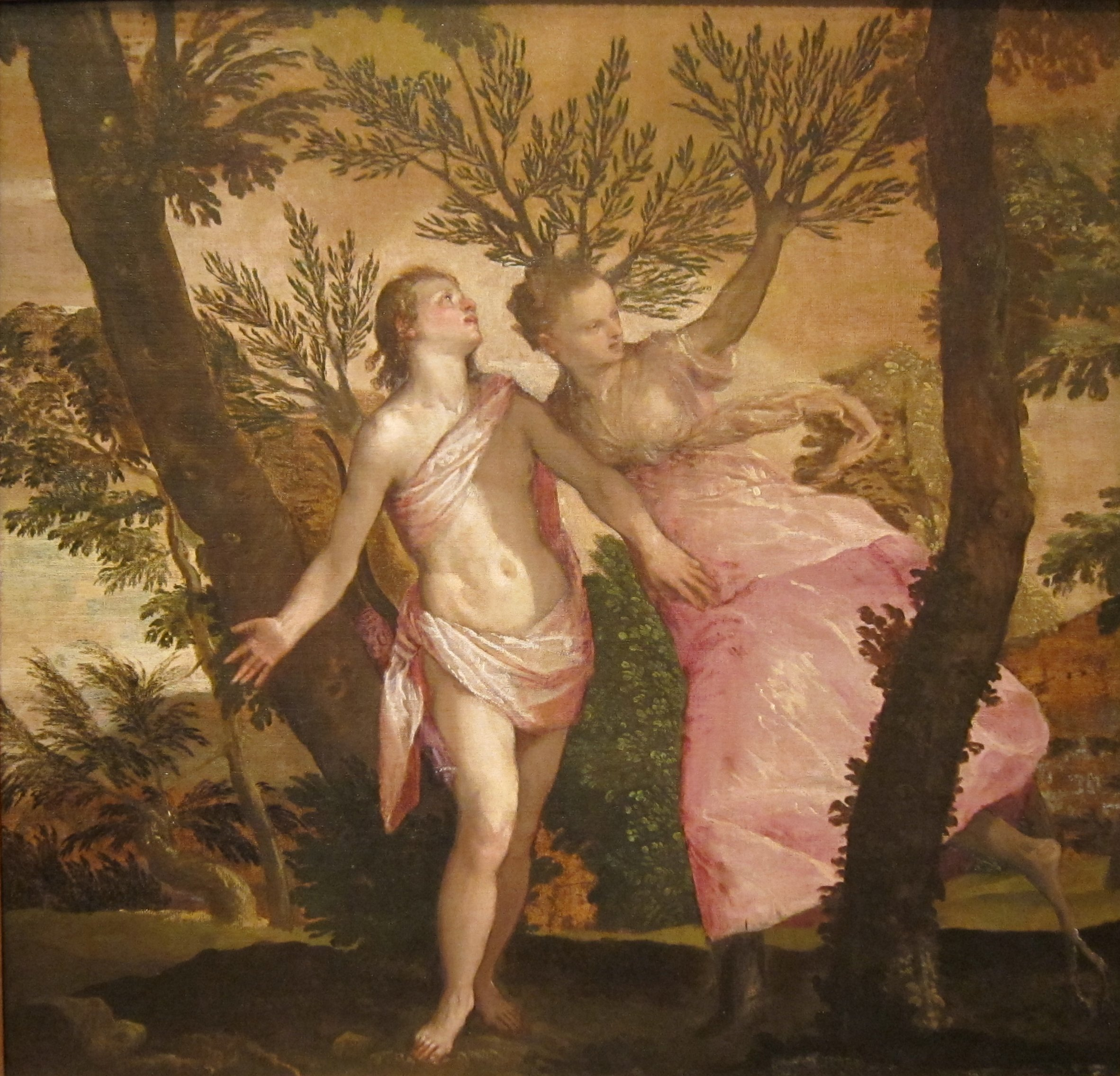
Paul Véronèse : Apollon et Daphné, 1560–65
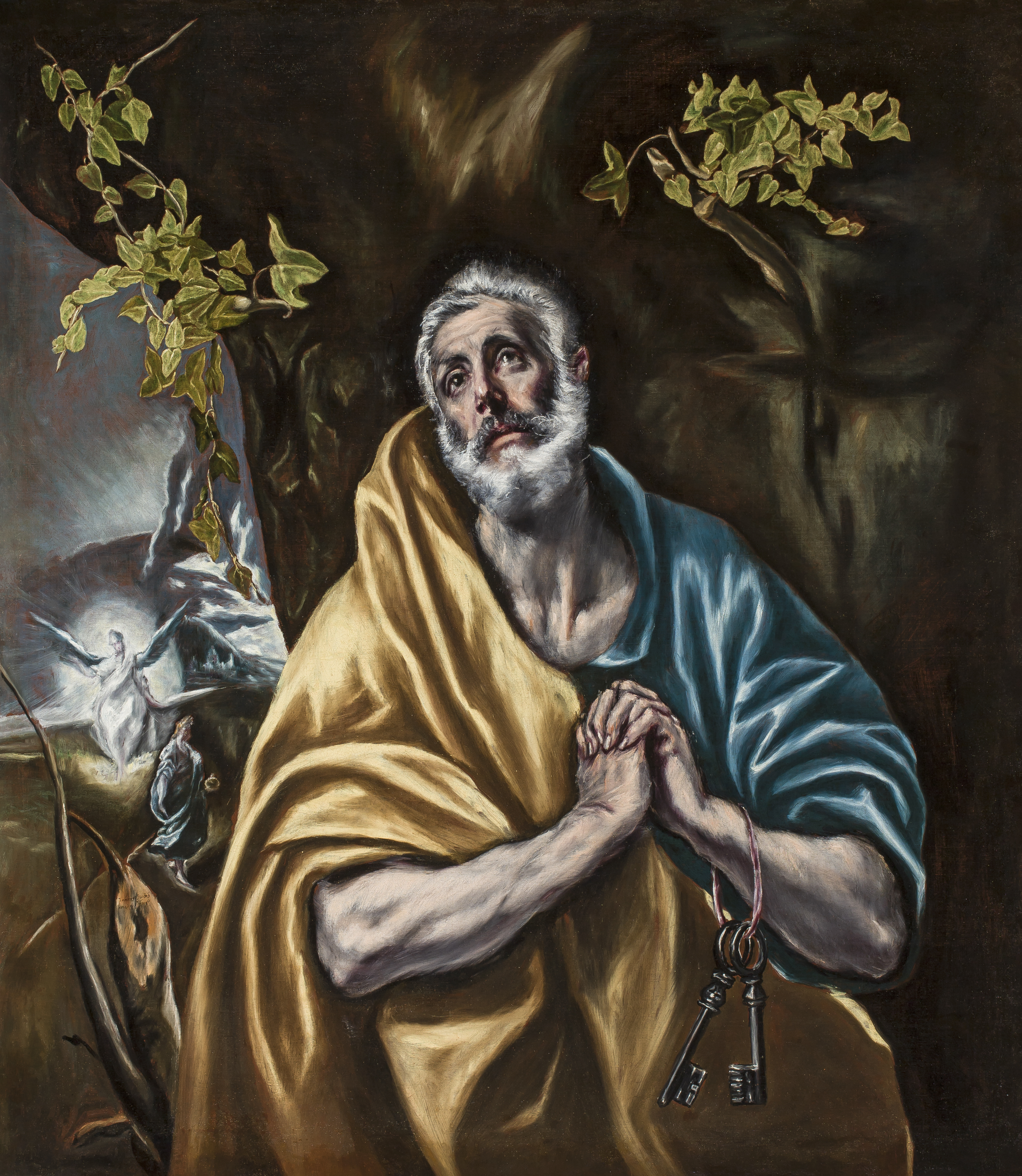
Le Greco : Saint Pierre repentant, vers 1590-1595
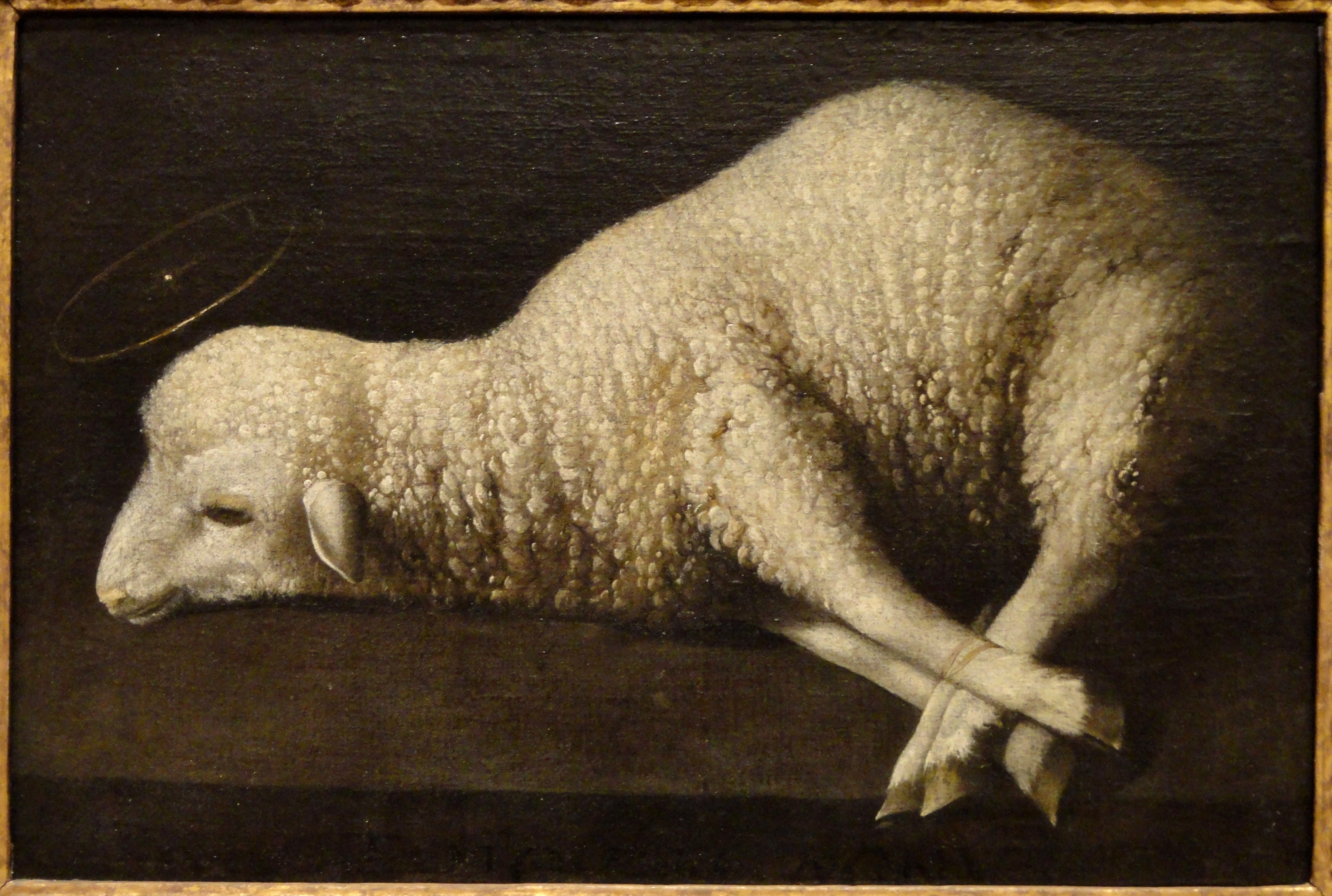
Francisco de Zurbarán : Agnus Dei, vers 1635-1640
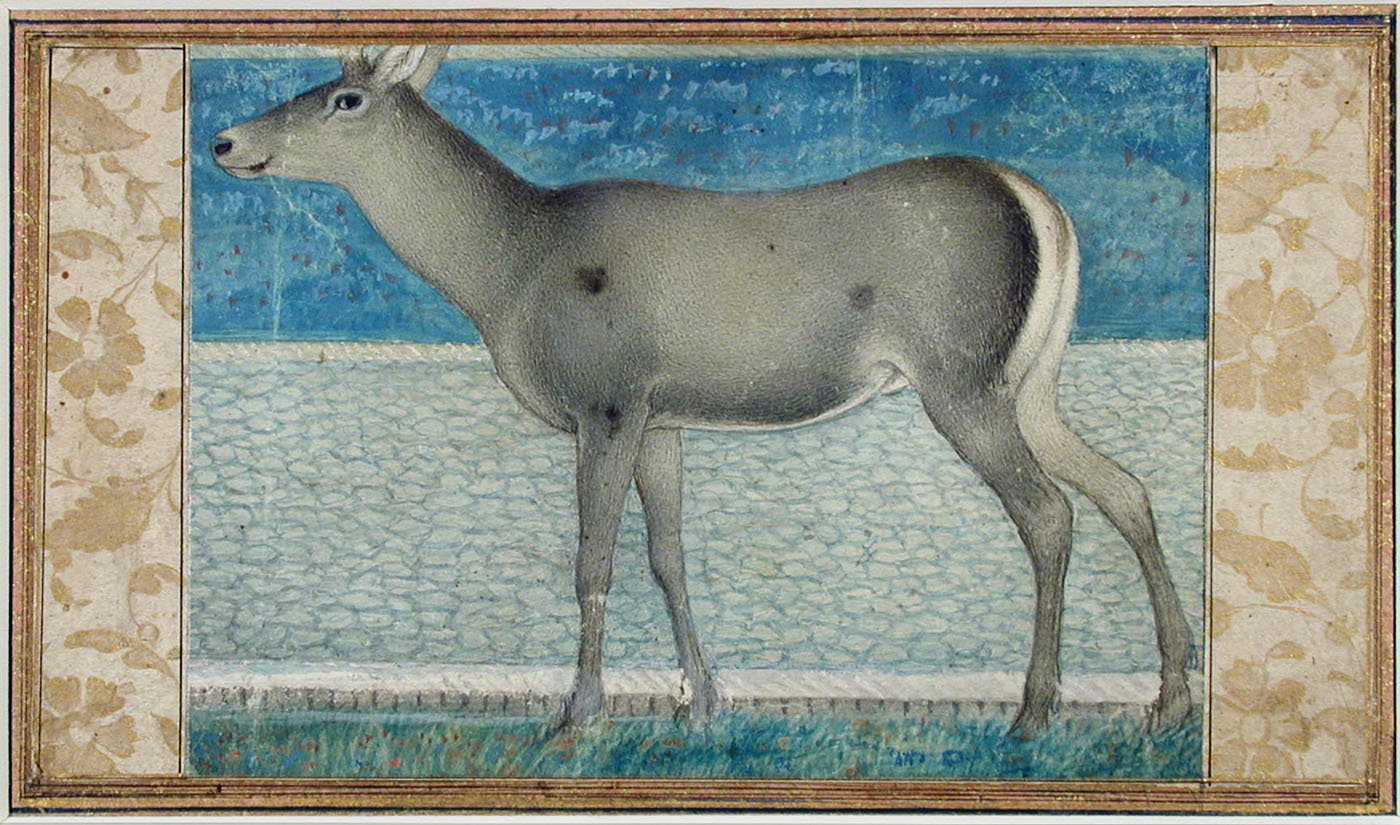
Peinture moghole représentant une Antilope Nilgaut, vers 1665
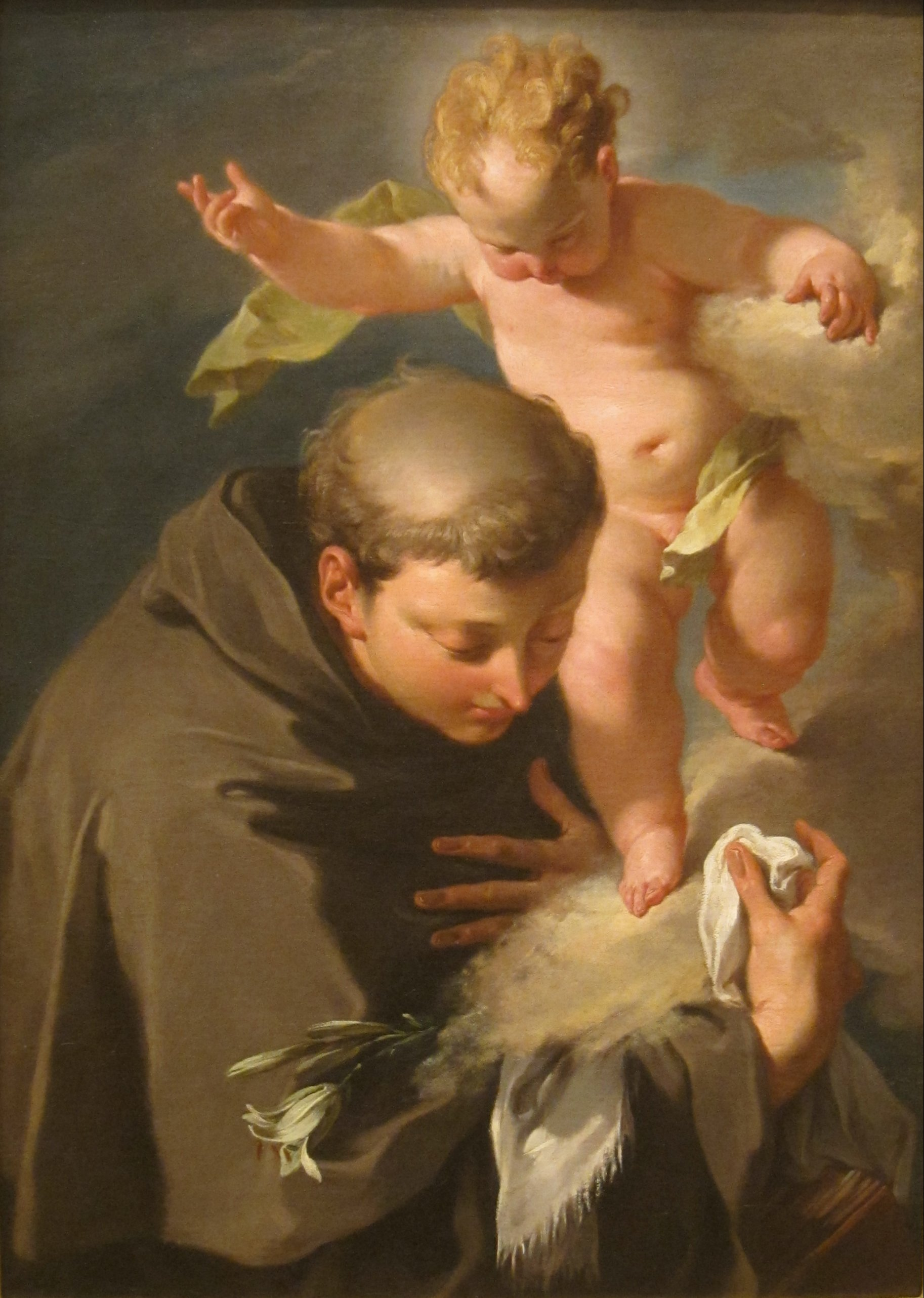
Giambattista Pittoni : The Vision of Saint Anthony of Padua, vers 1730
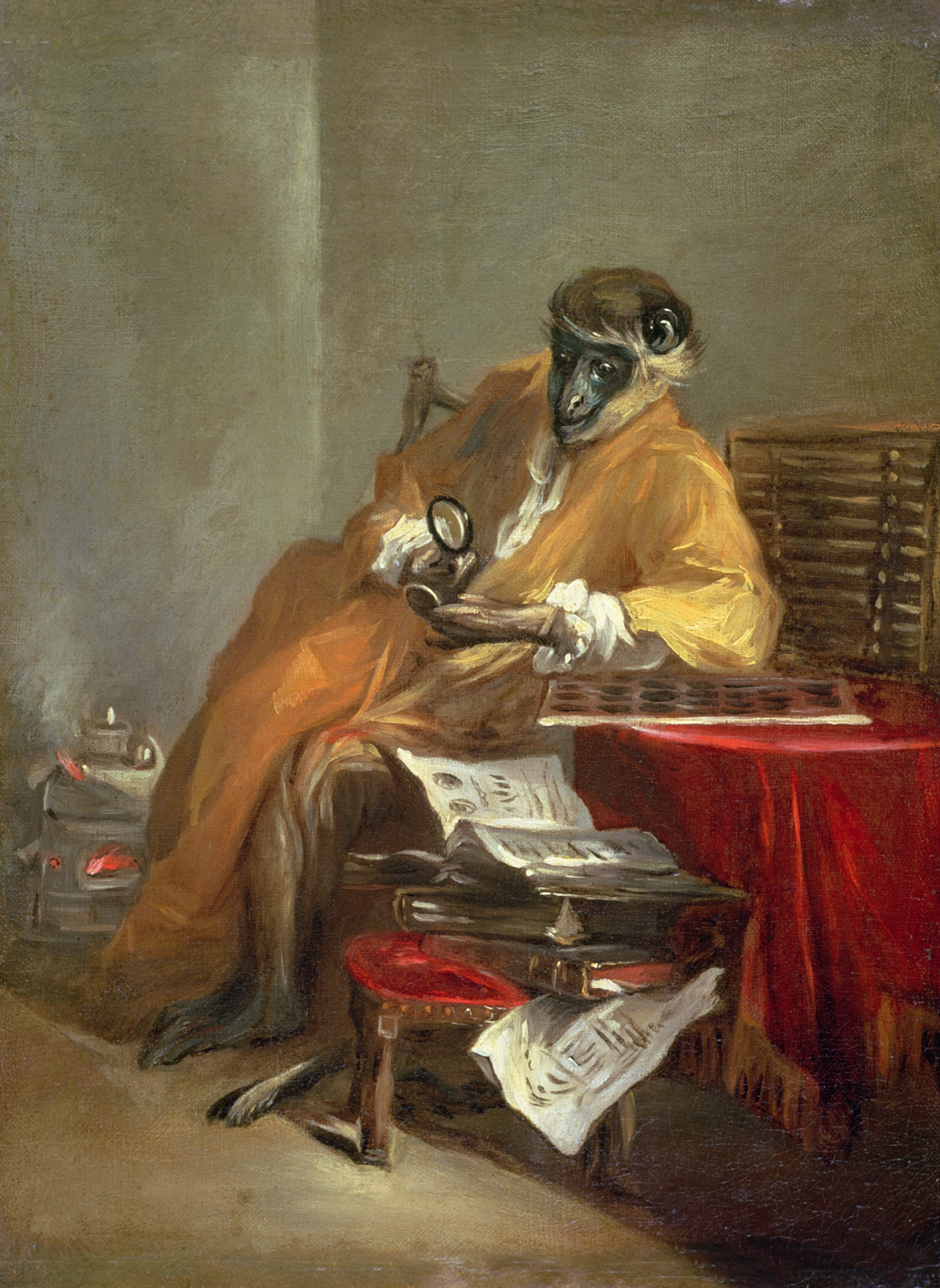
Jean Siméon Chardin : Le Singe antiquaire, après 1740
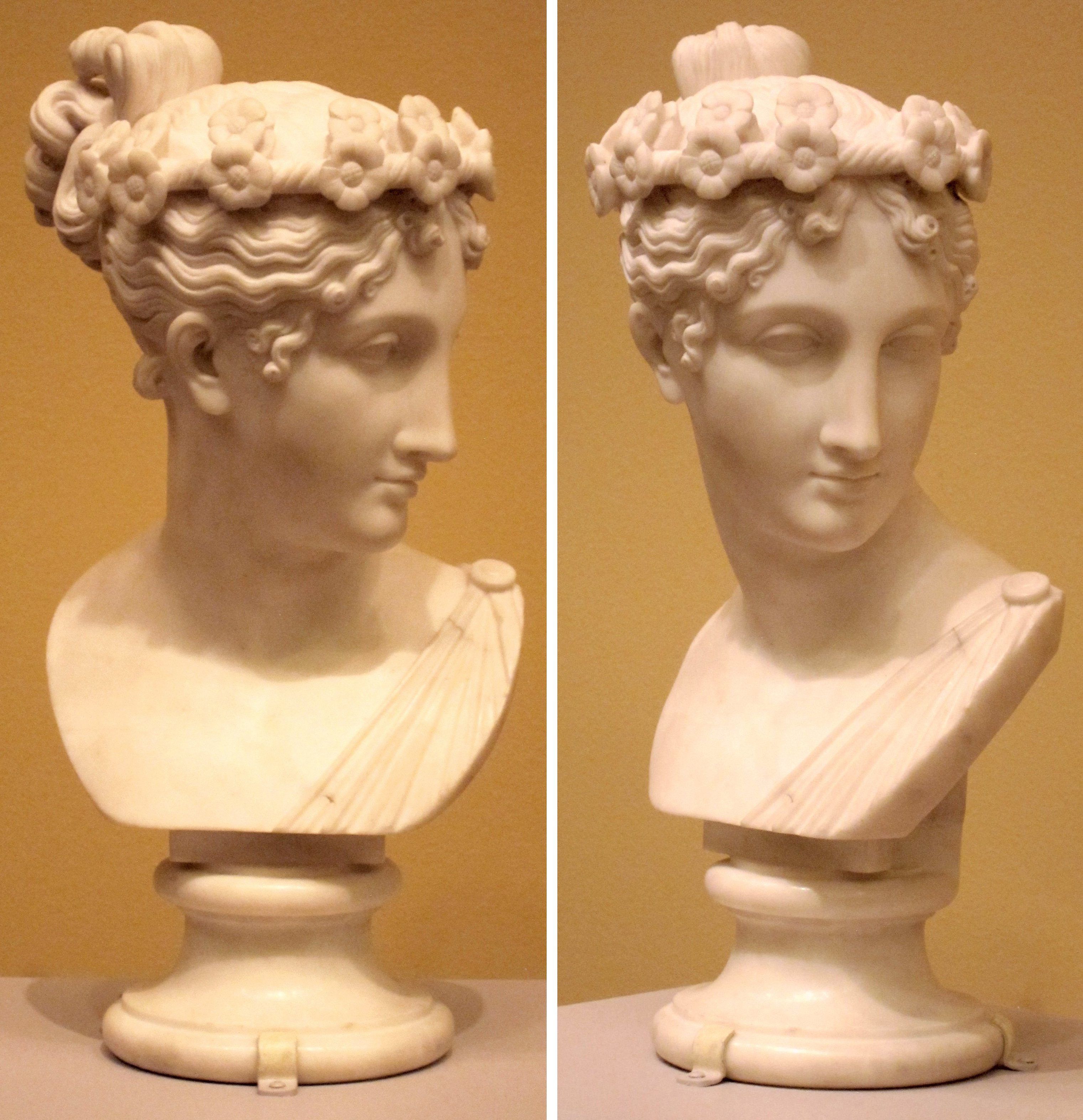
Antonio Canova : Testa Ideale, marbre, vers 1815-1820
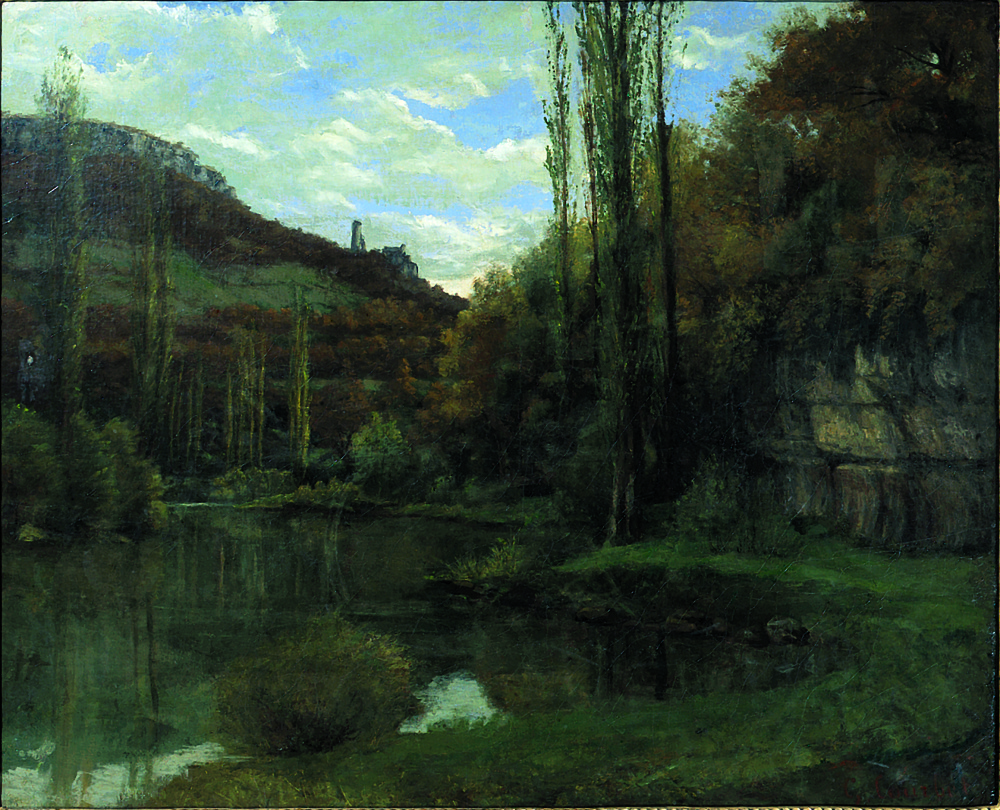
Gustave Courbet : Le Miroir de Scey, 1864
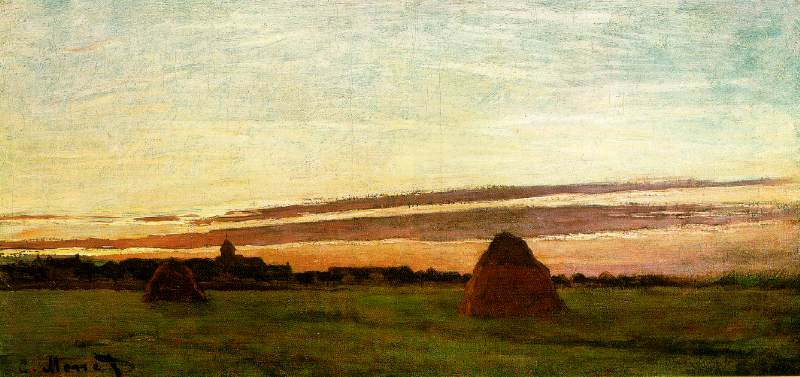
Claude Monet : Meules à Chailly au soleil couchant, 1865
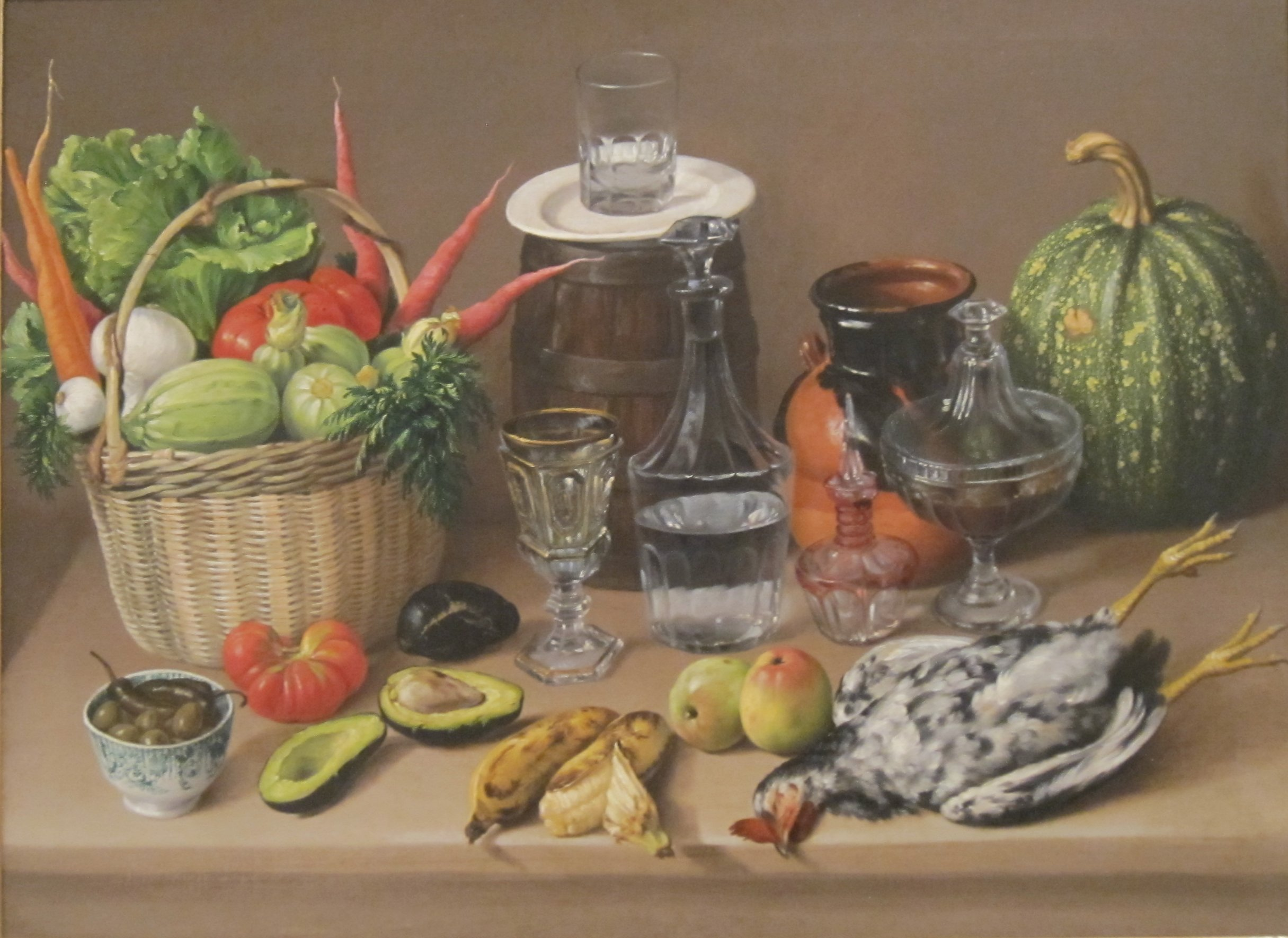
Agustín Arrieta (es) : Nature morte, vers 1870
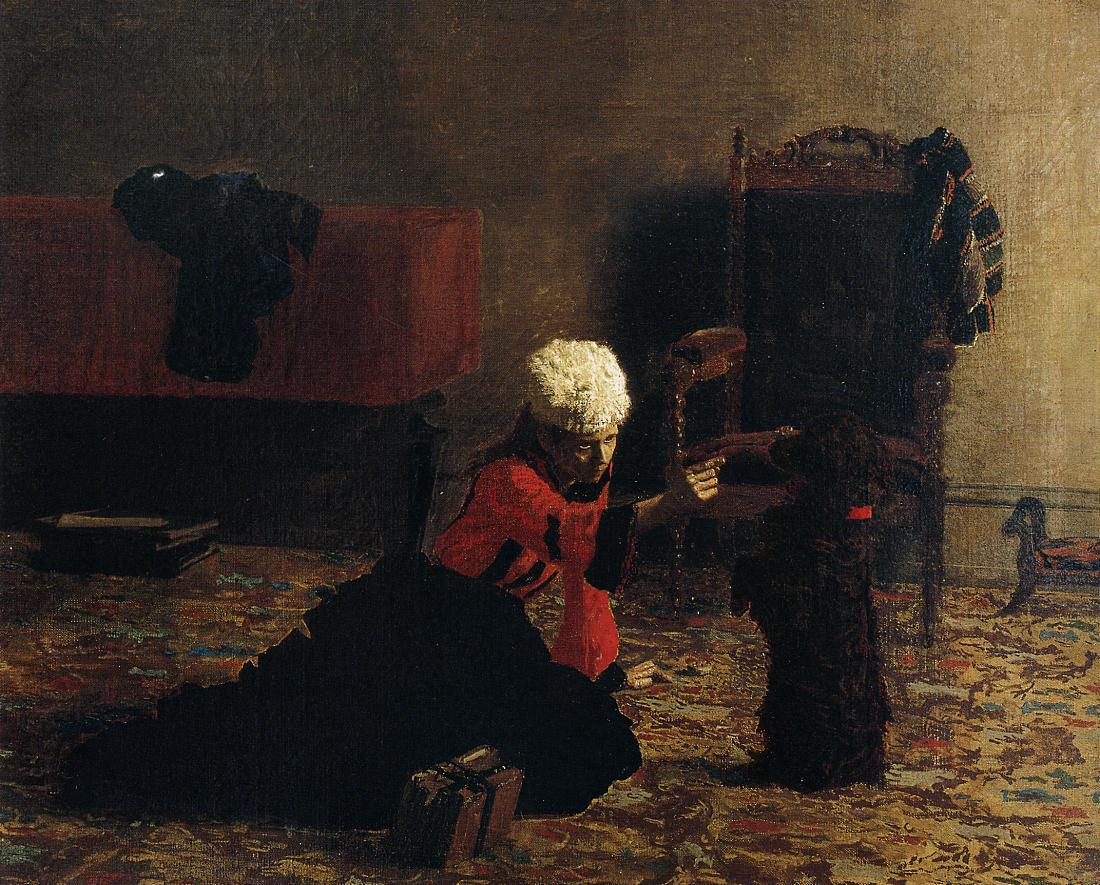
Thomas Eakins : Elizabeth Crowell with a Dog, entre 1873 et 1874
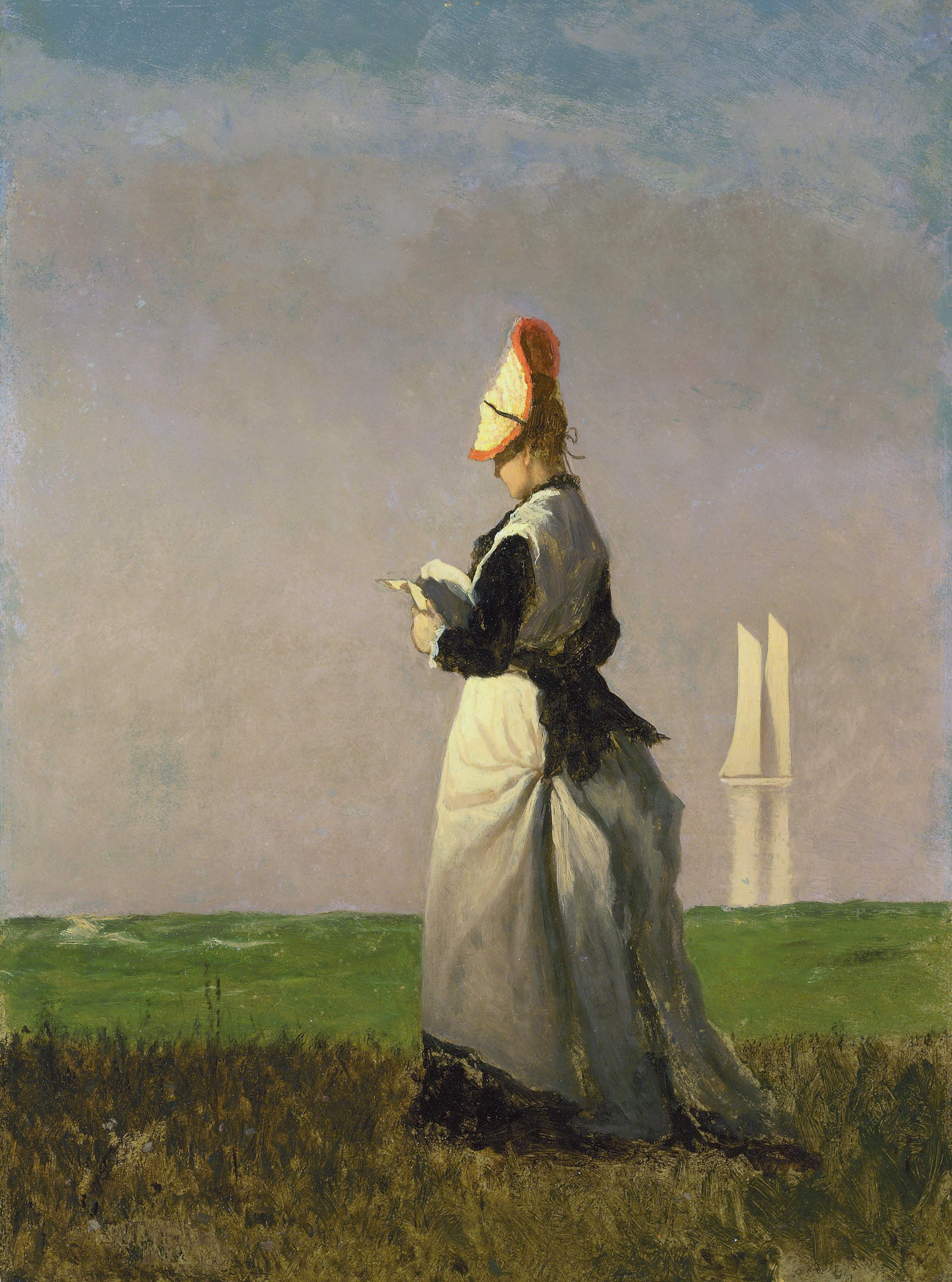
Jonathan Eastman Johnson : Woman Reading, vers 1874
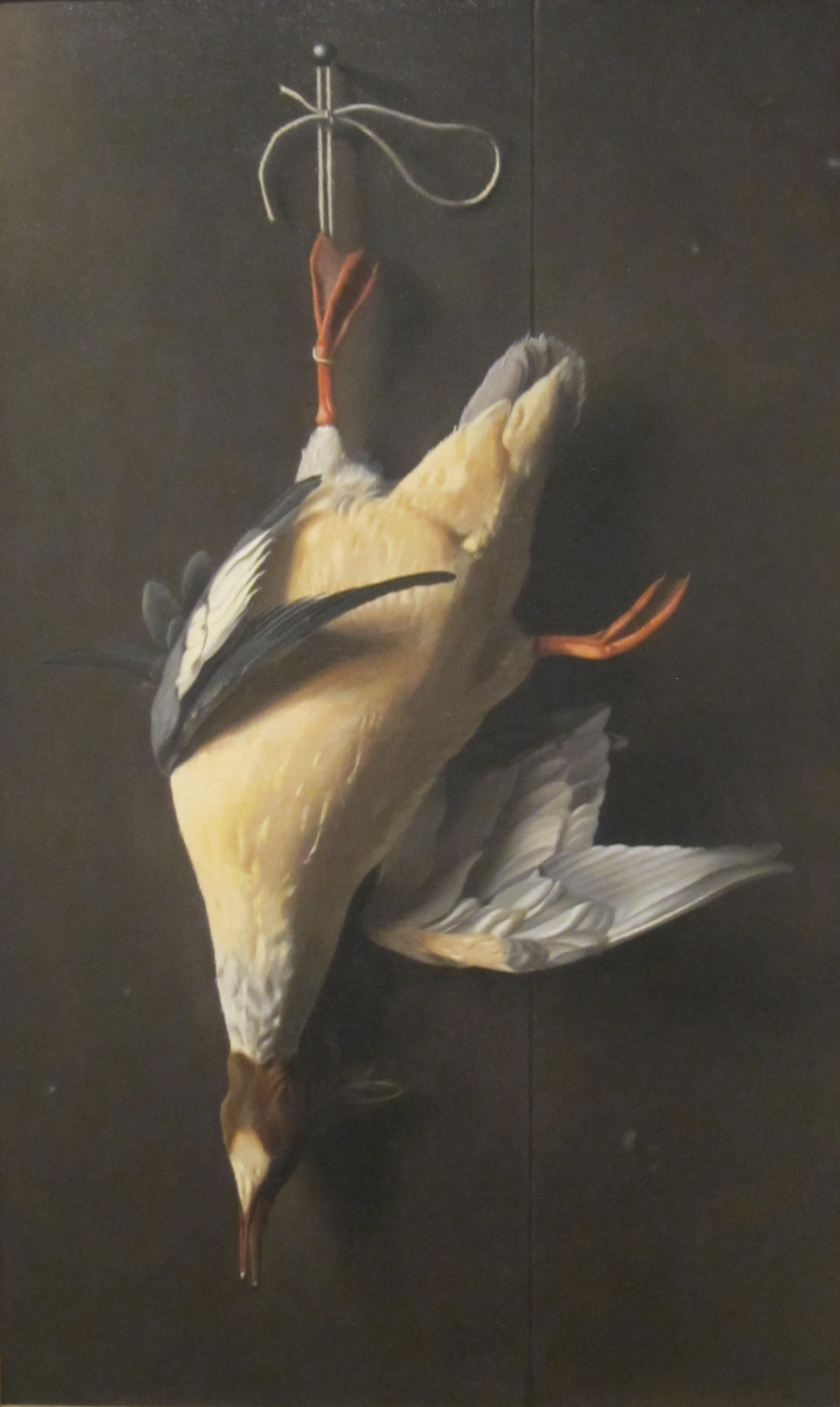
William Harnett : Merganser, 1883
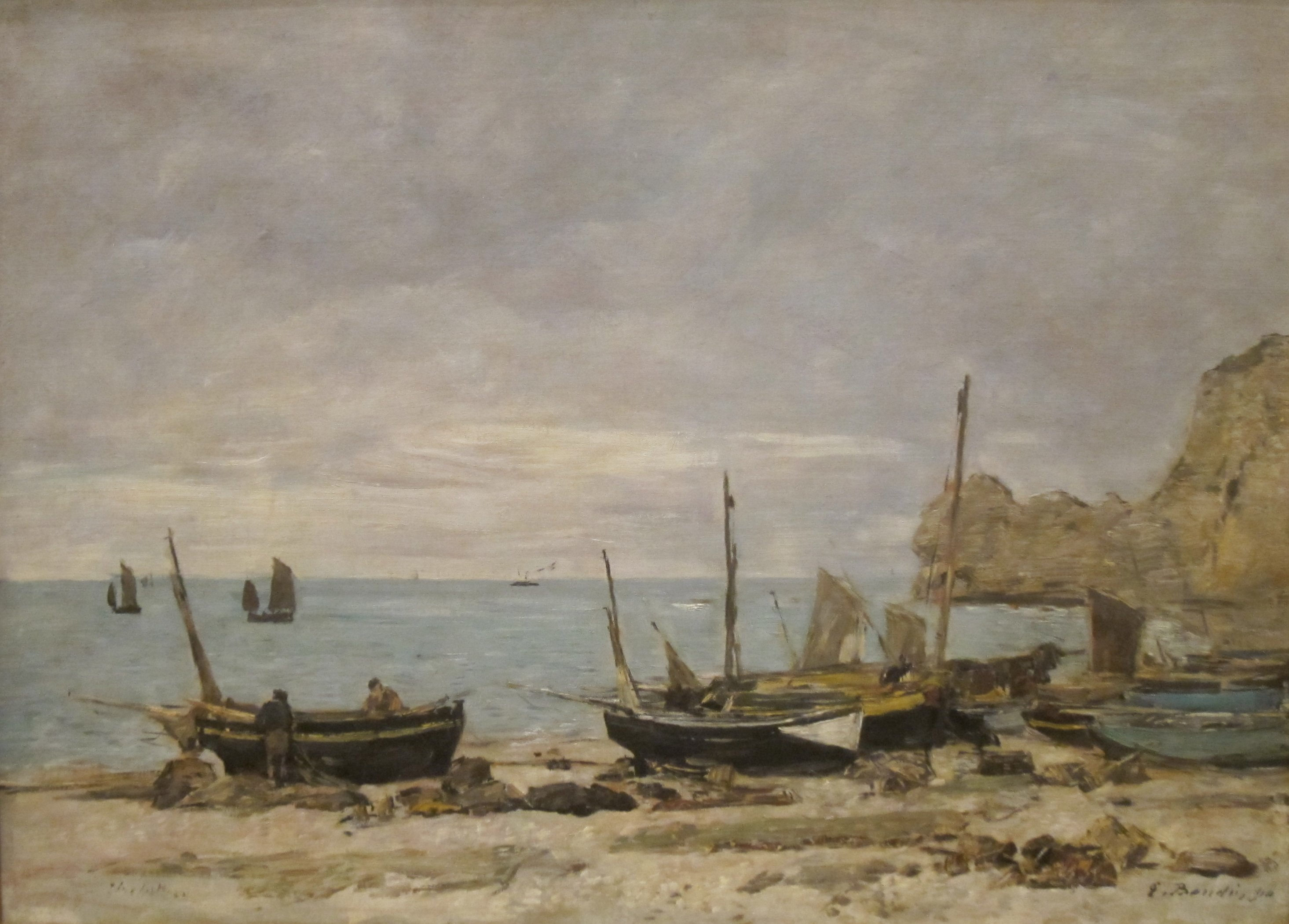
Eugène Boudin : Étretat, 1890
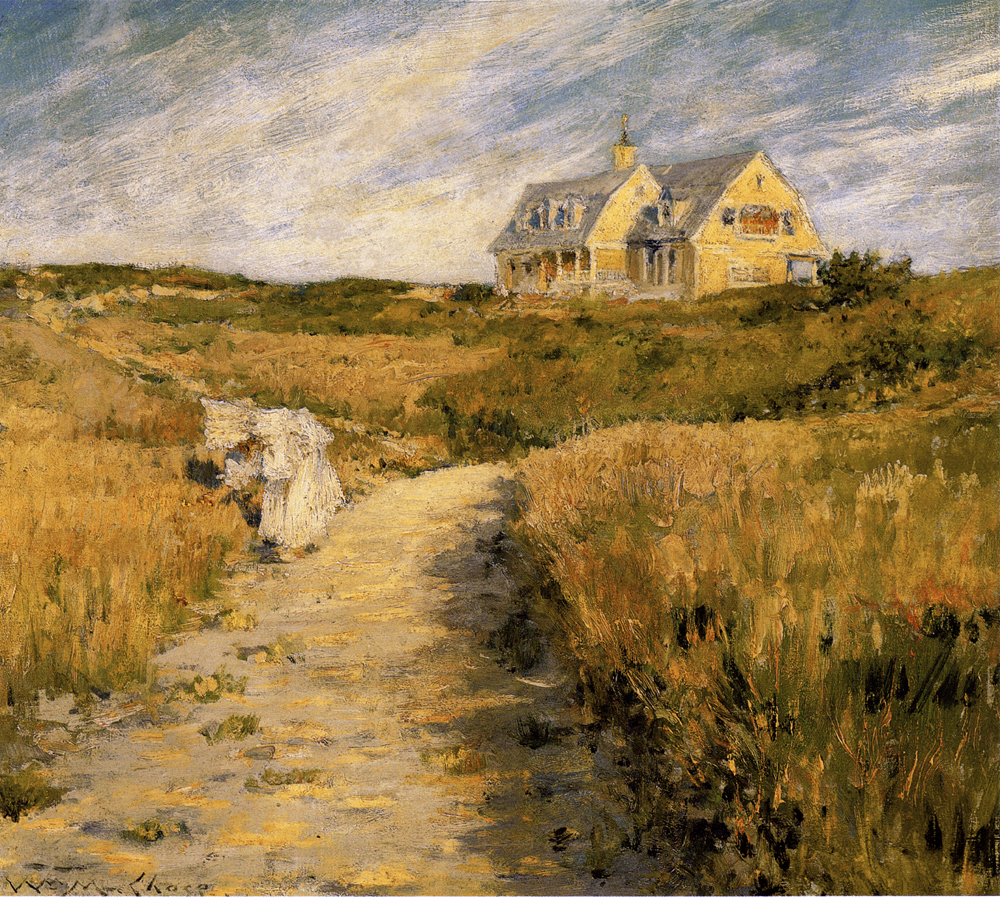
William Merritt Chase : The Chase Homestaead Shinnecock, 1893
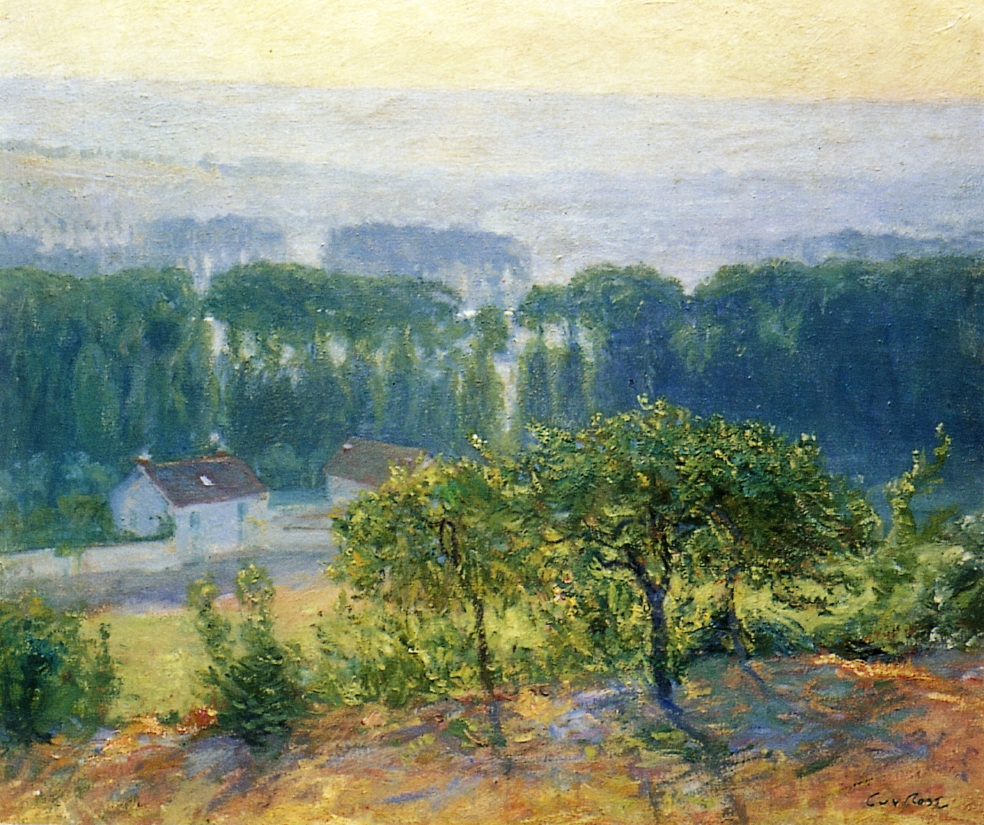
Guy Rose : Late Afternoon, Giverny, entre 1903 et 1915
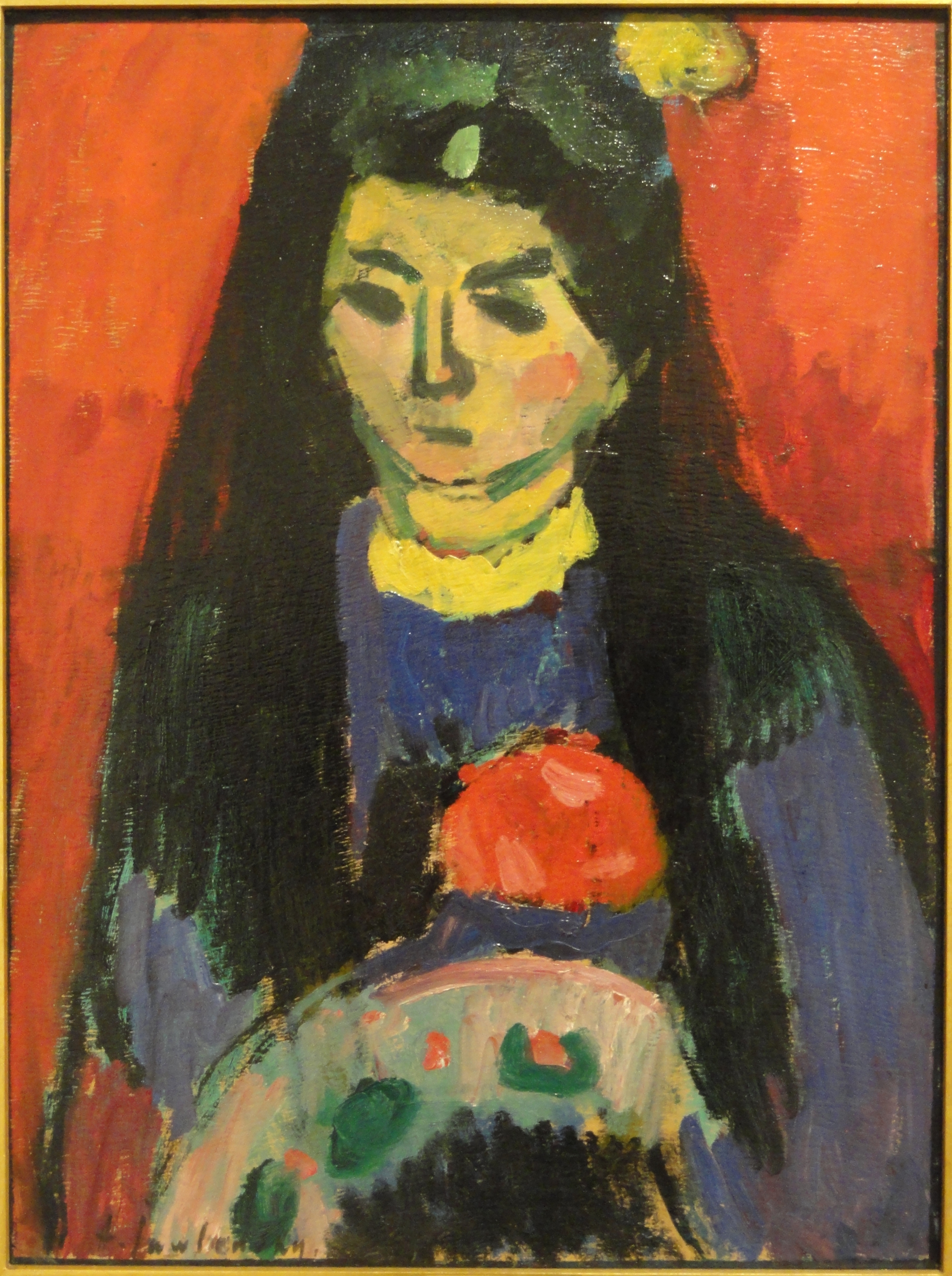
Alexej von Jawlensky, Red Blossom, 1910
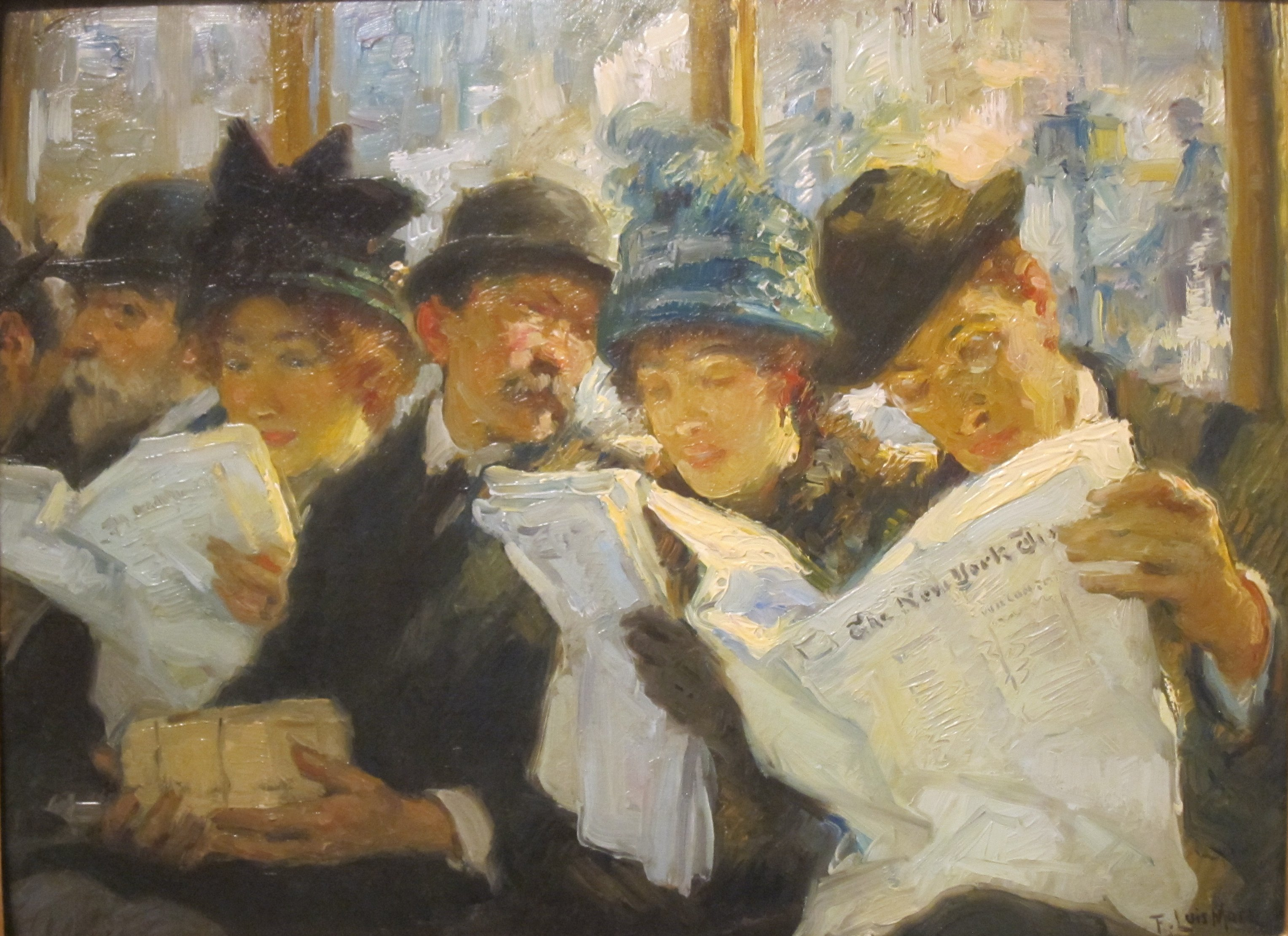
Francis Luis Mora (en) : Morning News, 1912
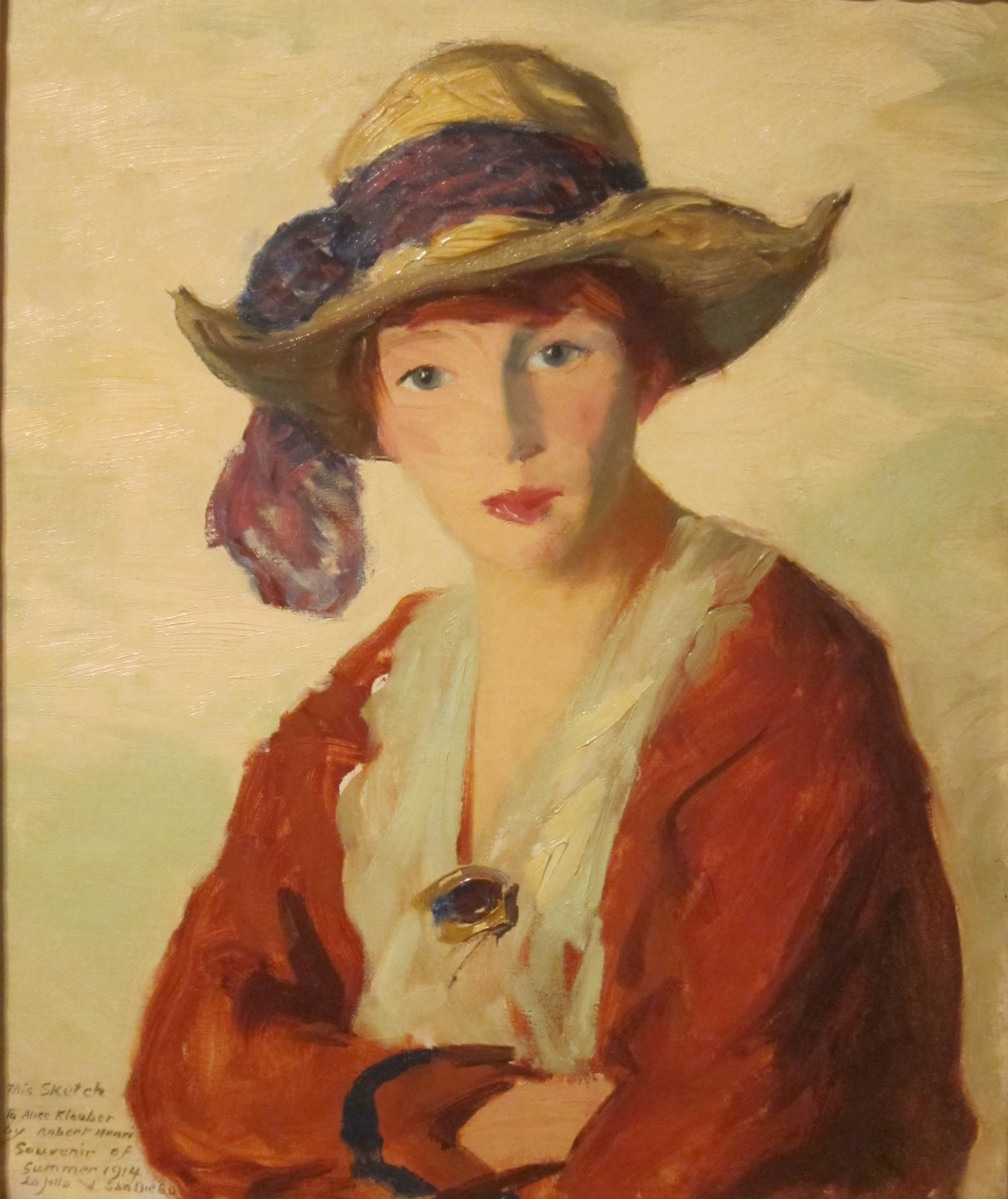
Robert Henri : Portrait of Mrs. Robert Henri, 1914
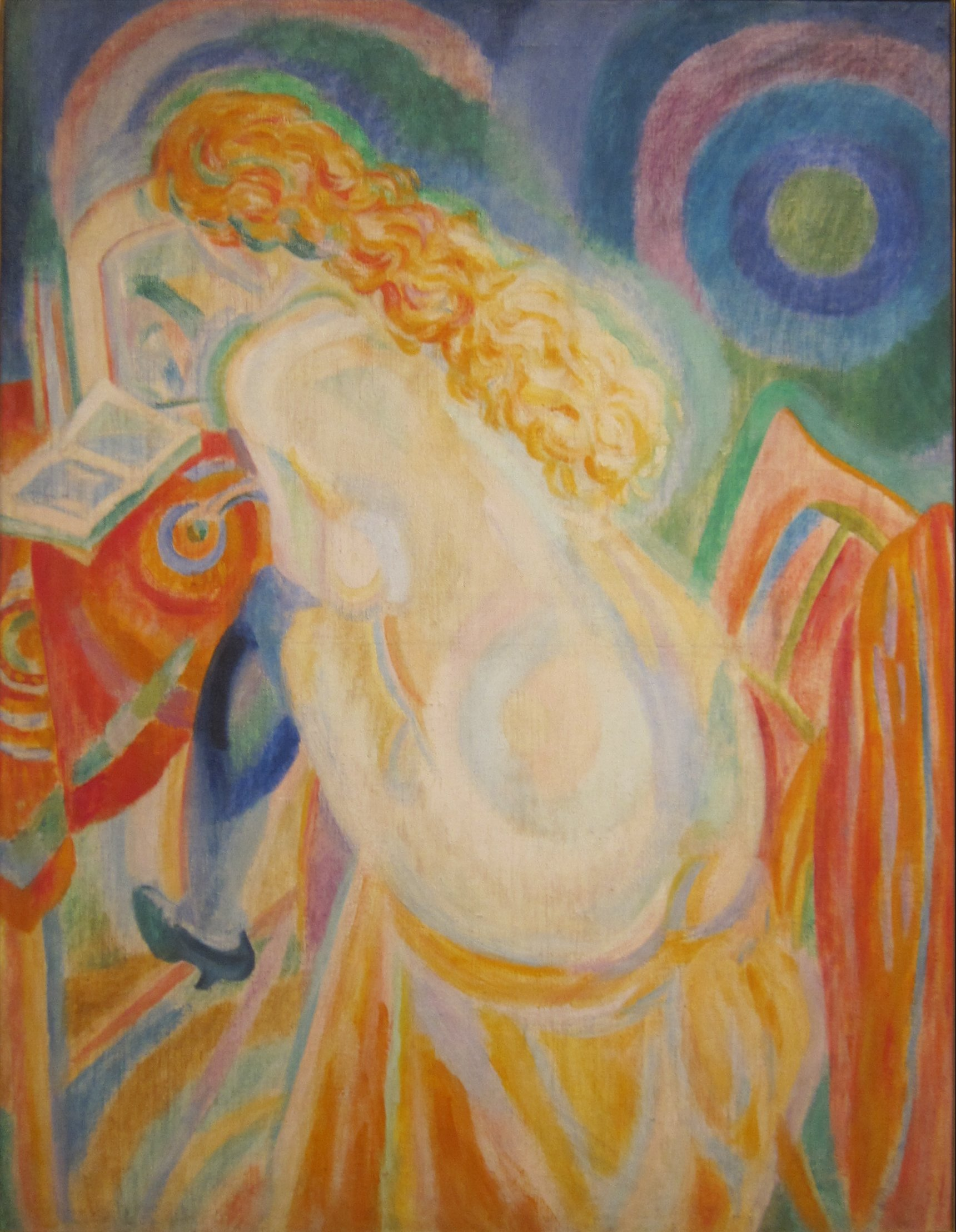
Robert Delaunay : Femme nue lisant, 1915
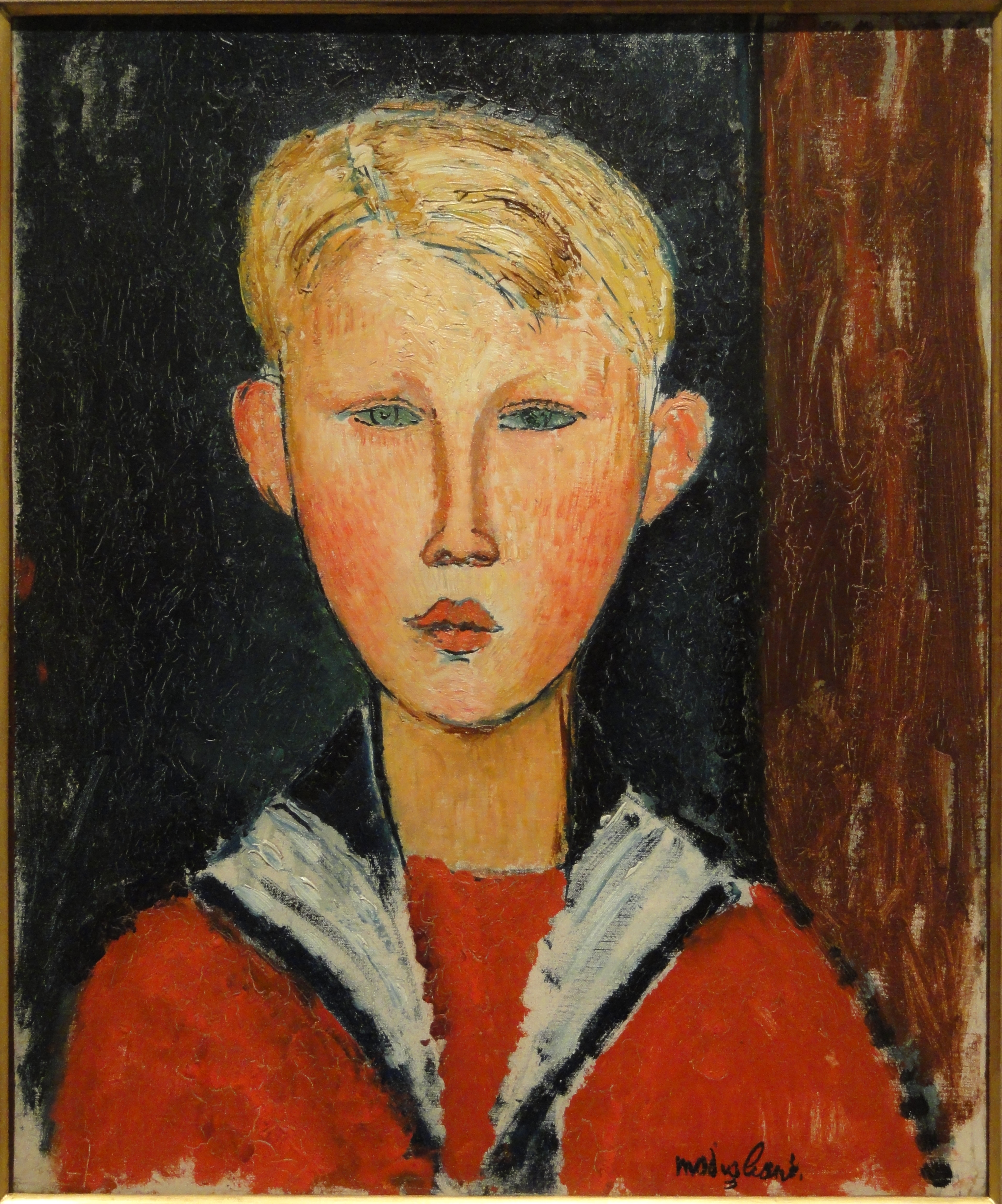
Amedeo Modigliani : Le Garçon aux yeux bleus, 1916
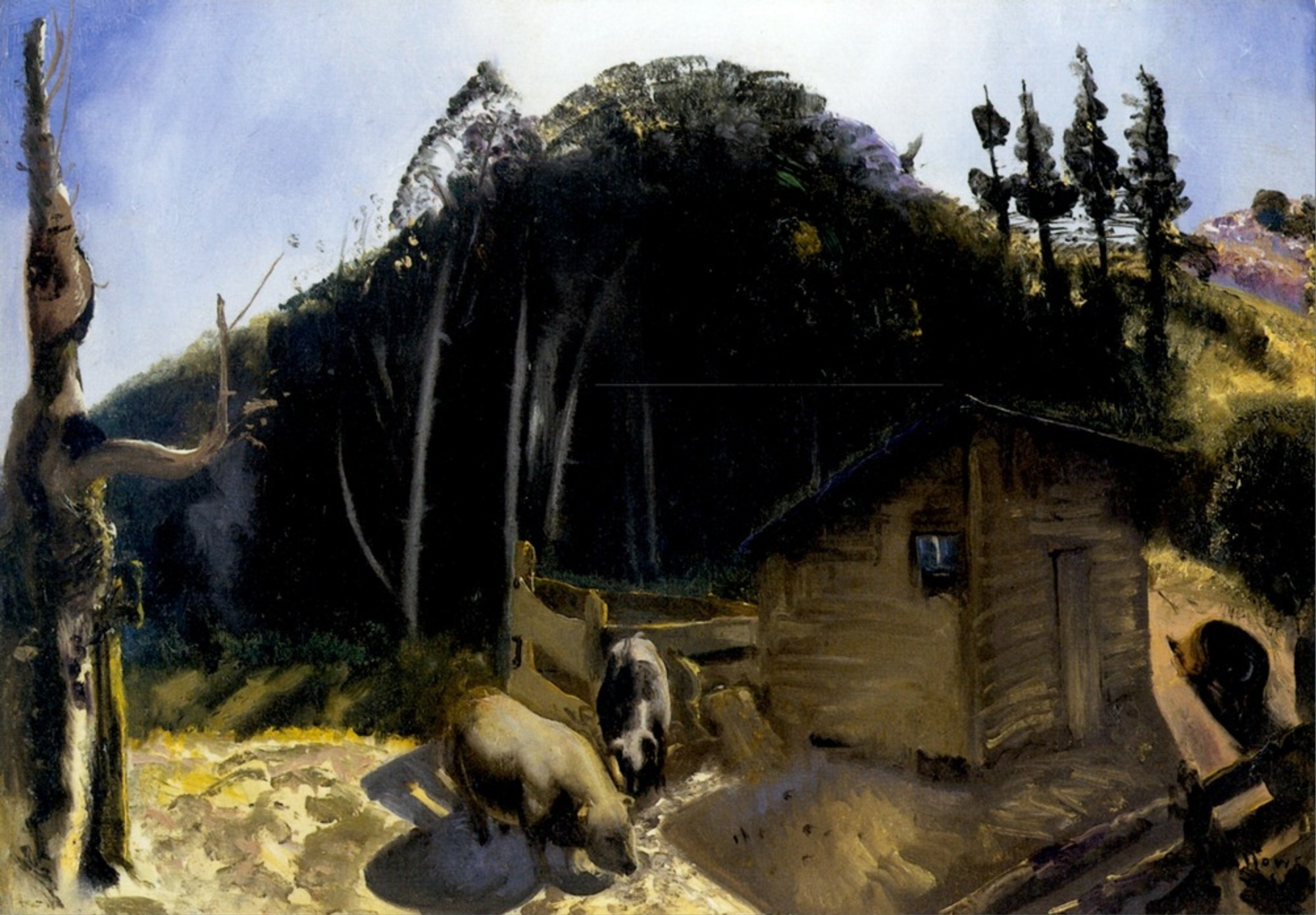
George Bellows : Three Pigs and a Moutain, 1922
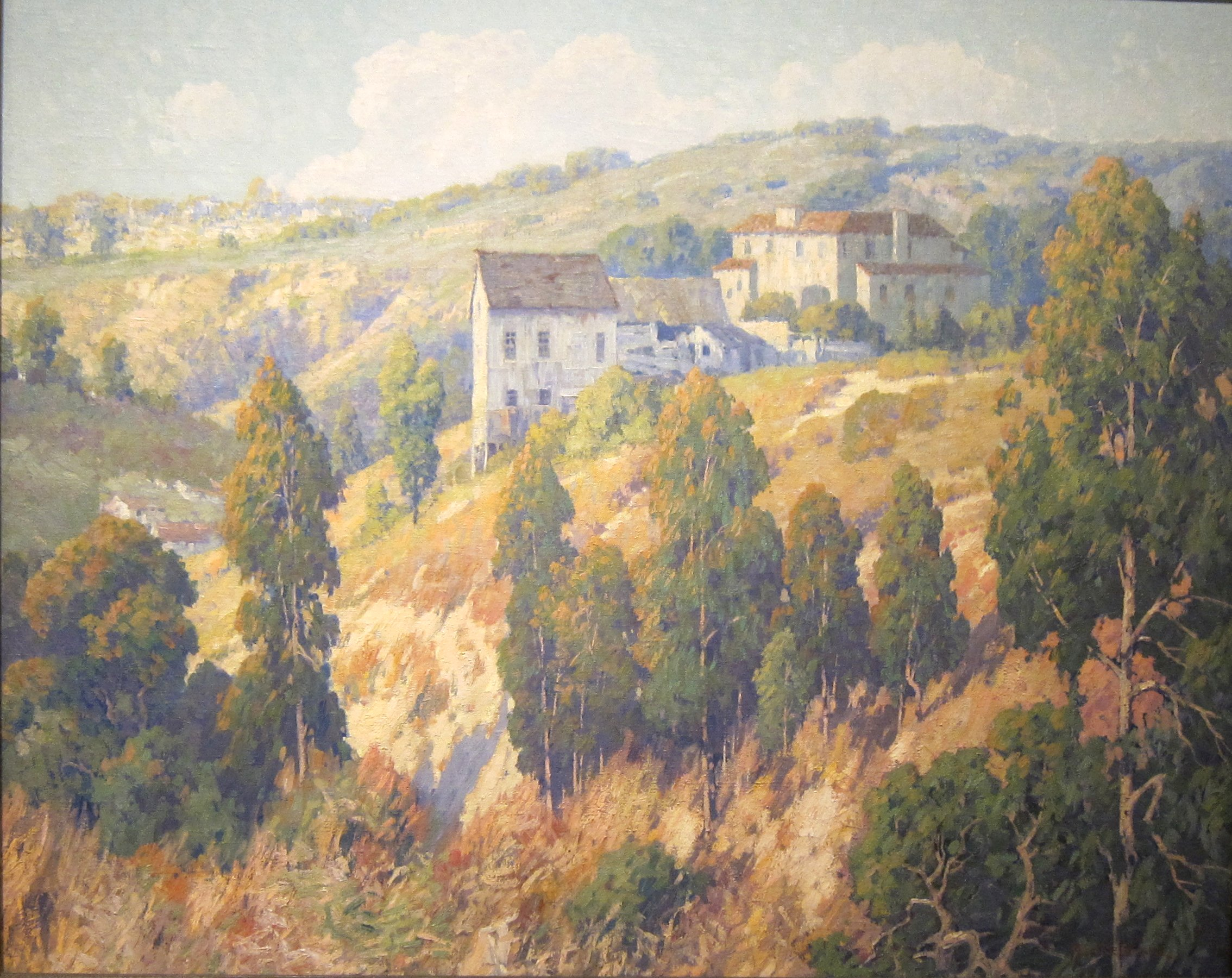
Maurice Braun : Southern California Landscape, 1934